# ルアン・スアン・チュオン
ルアン・スアン・チュオン（梁春長、ベトナム語：Lương Xuân Trường / 梁春長 、1995年4月28日 - ）は、ベトナム・トゥエンクアン省出身のサッカー選手。U-19サッカーベトナム代表では多くの試合で主将を務めた。
Kリーグ時代の登録名はチュオン（ハングル: 쯔엉）。

## 来歴
2012年、ホアン・アイン・ザライFCの下部組織であるHAGLアーセナルJMG（U-17）の欧州遠征メンバーに選出された。HAGLアーセナルJMGはアーセナルFC・ユースとの親善試合に1-0で勝利するなど活躍し、スアン・チュオンとグエン・コン・フオン、グエン・トゥアン・アイン、チャン・フー・ドン・チエウの4選手がU-18アーセナルFCの練習に招待された。
2015年1月4日、プロデビュー戦となったVリーグ 2015開幕戦のサンナ・カインホアFC戦でVリーグ初出場初得点を記録した。
2016年より韓国・仁川ユナイテッドへレンタル移籍し、韓国Kリーグ史上初のベトナム国籍の選手となった。2017年より江原FCへレンタル移籍。
2023年1月3日、ハイフォンFCに2年契約で移籍した。

## 所属クラブ
- ホアン・アイン・ザライ・アーセナルJMGアカデミー（ベトナム語版） 2007-2014 (下部組織)
- ホアン・アイン・ザライFC 2015-2022
  -  仁川ユナイテッドFC(レンタル移籍) 2016
  -  江原FC(レンタル移籍) 2017
  -  ブリーラム・ユナイテッドFC(レンタル移籍) 2019
- ハイフォンFC 2023-

## タイトル

### U-19サッカーベトナム代表
- AFF U-19ユース選手権（英語版）準優勝 (1) : 2014
- ハサナル・ボルキアカップ（英語版） 準優勝 (1) : 2014